# Vilma Cibulková

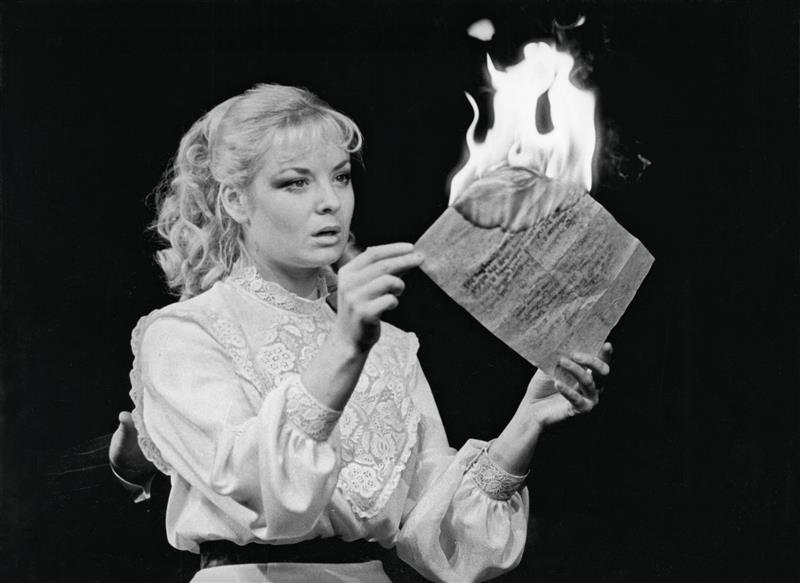
Vilma Cibulková im Jahr 1985

Vilma Cibulková (* 26. März 1963 in Ostrov, Tschechoslowakei) ist eine tschechische Schauspielerin.

## Leben
Vilma Cibulková wurde 1963 in Ostrava geboren und wuchs auf dem Land auf. Sie ging zunächst an die Pädagogische Hochschule in Karlovy Vary und studierte anschließend Schauspiel an der Theaterfakultät der Akademie der Musischen Künste in Prag (DAMU). Sie studierte hier unter anderem mit Jitka Asterová, Eva Holubová, Karel Roden und Ivana Chýlková. Cibulková trat in tschechischen Fernsehserien und -filmen auf und hatte mit dem Studentenensemble DISK auch Auftritte im Ausland. Sie hatte während ihres Studiums auch Gastspiele am Divadlo Na zábradlí und am Národní divadlo (Nationaltheater), dessen Schauspielensemble sie nach ihrem Abschluss an der DAMU angehörte. Ihren ersten Auftritt in einem Kinofilm hatte sie 1987 in dem Film Mit lachendem Auge (Originaltitel Smích se lepí na paty), in der Wendezeit spielte sie 1989 in die Filmen Zeit der Diener (Čas sluhů) und 1991 in Vyžilý Boudník. Zu dieser Zeit am Anfang der 1990er Jahre war Cibulkovás Leben von vielen privaten Problemen geprägt. So habe sie eigener Aussage nach in einer komplizierten Beziehung mit dem Regisseur Miroslav Macháček mit dem Trinken angefangen. Später verübte sie einen Suizidversuch, hatte eine Fehlgeburt, beendete ihr Engagement am Národní divadlo und absolvierte eine Alkoholentzugsbehandlung.
Ab 1992 war sie Ensemblemitglied des Divadlo pod Palmovkou und bekam auch wieder mehr Filmrollenangebote. Nachdem sie 1998 ihr Engagement am Divadlo pod Palmovkou beendet hatte, blieb sie dem Theater weiterhin bei Gastspielen erhalten; darüber hinaus hatte sie Gastspiele am Divadlo Ungelt (Ungelt-Theater), am Divadlo na Vinohradech (Theater in den Weinbergen) und am Divadla Vítězslava Nezvala in Karlovy Vary. 2006 wurde Cibulková für die Rolle der Fräulein Fischer in dem Stück Picasso mit dem Cena Thálie („Thalia-Preis“) ausgezeichnet. 2014 erhielt sie diesen Preis erneut, womit sie neben Taťjana Medvecká die einzige Frau ist, die diesen Preis zweimal erhalten hat.
Auch mit ihren Filmrollen hatte sie ab Ende der 1990er Jahre zunehmend Erfolg, auch bei den Kritikern. So erhielt sie für den 1997 veröffentlichten Film Krev zmizelého ihre erste Nominierung für den Český lev („Böhmischer Löwe“) als Beste Nebendarstellerin, ein paar Jahre später wurde sie für den 2003 veröffentlichten Film Pupendo mit diesem Preis ausgezeichnet. 2005 spielt sie in dem Film Krev zmizelého die Rolle der Helga Skládalová und wurde dafür für den Český lev als Beste Hauptdarstellerin nominiert. Für den Film An Earthy Paradise for the Eyes (Zemský ráj to napohled) von 2009 wurde sie mit beim Internationalen Filmfestival Moskau mit dem silbernen St. Georg als beste Schauspielerin ausgezeichnet.
Neben ihrer Arbeit als Theater- und Filmschauspielerin ist Cibulková auch als Synchronsprecherin tätig.

## Filmografie
- 1991: Ich glaube an dich, John Lennon (Nekde je mozná hezky)
- 1997: Krev zmizelého
- 1999: Lebensborn – Gestohlene Liebe (Pramen zivota)
- 2003: Pupendo
- 2006: Výchova dívek v Čechách
- 2010: An Earthy Paradise for the Eyes (Zemský ráj to napohled)
- 2015: Der Mittsommerkranz (Svatojánský venecek)
- 2015: Der Fotograf (Fotograf)
- 2016: Deckname Holec
- 2017: Gequälte Seelen (Zádusní obet)
- ab 2024: Ulice (Fernsehserie)

## Auszeichnungen
- 2004: Český lev – Beste Nebendarstellerin (in dem Film Pupendo)[5]